# Wettsteinia densiretis
Wettsteinia densiretis là một loài rêu tản trong họ Adelanthaceae. Loài này được (Herzog) Grolle miêu tả khoa học lần đầu tiên năm 1965.